# Kalyan Varma

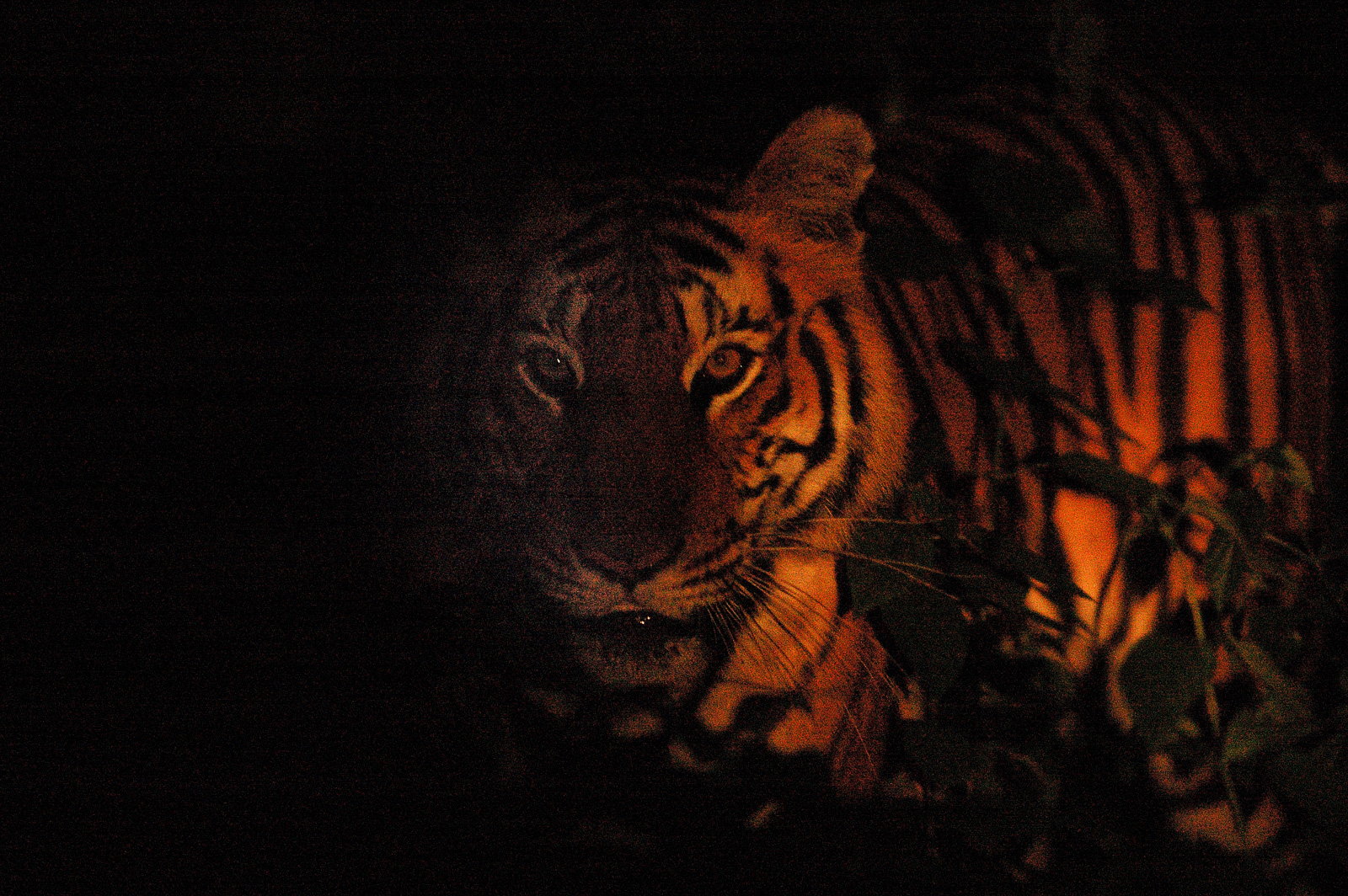
Tygr v noci, 2005, autor doslova píše: To bylo jedno z nejbližších setkání s divokým tygrem v mém životě a také mé nejlepší. Řídil jsem džíp uprostřed noci a viděl jsem tohoto tygra na kraji silnice. Přecházel po malém úseku silnice nahoru a dolů a v jednom okamžiku jsme byli hodně blízko… Zavrčel, asi dva metry ode mě… Dokážete si představit, jak jsem se cítil…

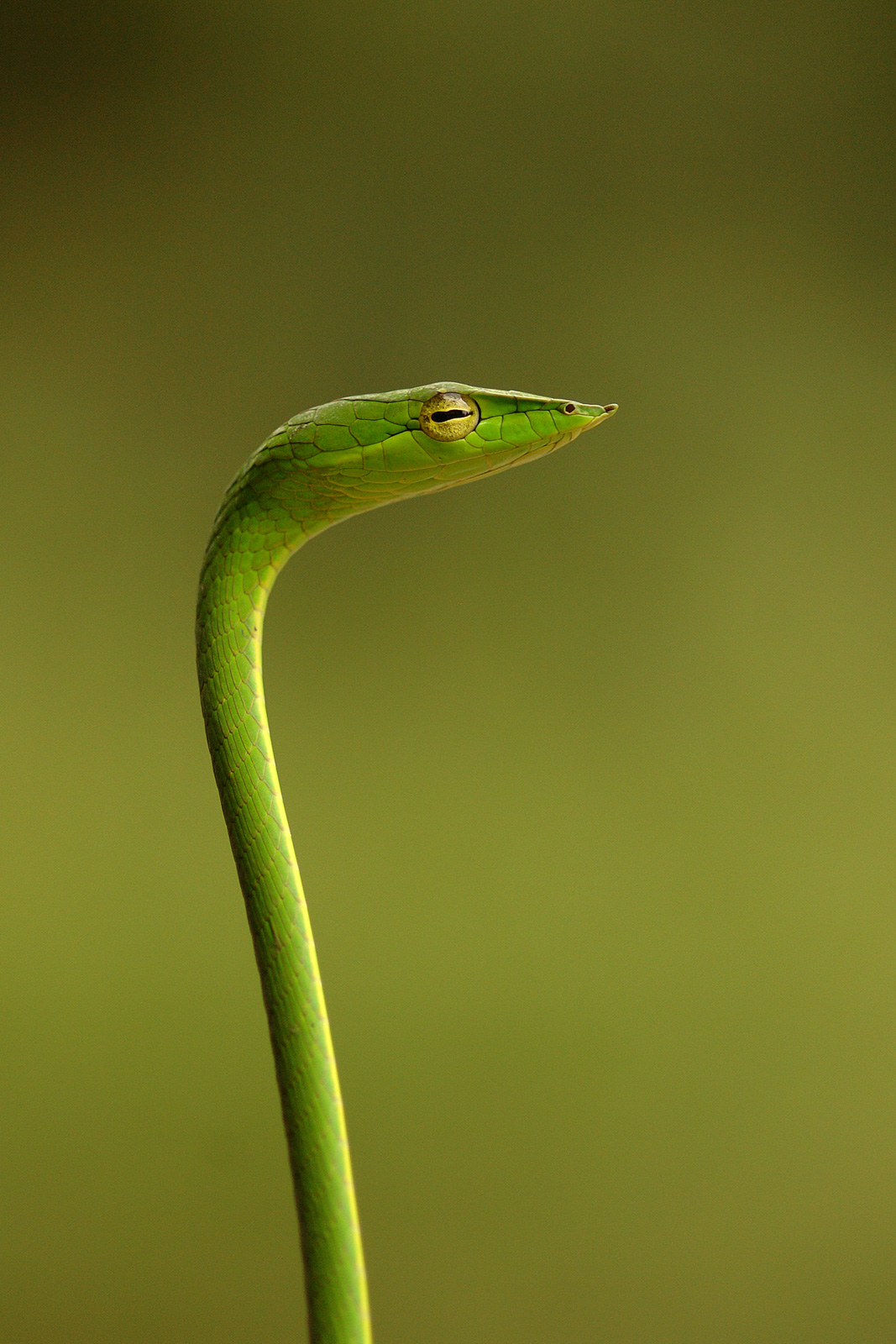
Velmi klidná bičovka nosatá, která ve skutečnosti je fotografována na naší ruce. Zjistili jsme, že přechází hlavní silnici, a kdybychom nezastavili a nezvedli ji, zajel by ji nákladní automobil, který byl hned za námi.

Kalyan Varma[zápis?] (* 13. ledna 1980, Bengalúru) je bengálský fotograf divoké přírody, filmař a ochránce přírody. Je jedním ze zakladatelů Peepli Project; spoluředitel festivalu přírody a divočiny v Nature InFocus, zakládající člen India Nature Watch. V současné době pracuje na volné noze pro BBC Natural History, Netflix, Discovery Channel a indický National Geographic Channel. Ve spolupráci s místními nevládními organizacemi, jako je Nature Conservation Foundation, upozorňuje na environmentální problémy v Indii. Je držitelem ceny Carl Zeiss Wildlife Conservation Award.

## Životopis
Kalyan studoval strojírenství na PES Institute of Technology v Bangalore South Campus a hned poté, v roce 2001, se připojil k Yahoo! Vedl bezpečnostní divizi Yahoo a v té době působil v Indii v komunitách s otevřeným softwarem a Linuxem a aktivně prosazoval tyto technologie ve společnosti. Byl jedním z hlavních členů výroční konference FOSS.IN. Získal ocenění superstar na Yahoo, které se každoročně uděluje deseti zaměstnancům po celém světě. Na konci roku 2004 opustil práci, aby se mohl věnovat fotografování přírody. Více než rok působil v Biligiriranga Hills, než se pak začal věnoval fotografování na volné noze a filmové tvorbě profesionálně.

## Iniciativy společenství
Kalyan se od svých raných let podílí na pěstování komunity mezi fotografy a ochránci přírody. V roce 2004 založil spolu s týmem fotografů India Nature watch, online komunitu, která se stala jednou z největších platforem pro fotografy divoké zvěře v Asii. V roce 2015 spoluzaložil pomalou žurnalistickou iniciativu projekt Peepli, který se noří hluboko do nereportovaných nebo nedostatečně reportovaných témat, kterých se v současné době veřejný diskurz vzdává. Kalyan se ujal celoročního projektu dokumentujícího konflikt mezi lidmi a slony v Karnatace. Je jedním ze spoluzakladatelů každoročního festivalu Nature InFocus, který je jedním z největších na světě a zaměřuje se na fotografování a ochranu přírody.

## Dokumenty o divočině
Kalyan se v posledním desetiletí 2009–2019 věnoval natáčení dokumentárních filmů o divočině. Natočil různé dokumentární filmy o divoké přírodě pro BBC a National Geographic Channel.
- 2009 BBC, One million snake bites[5]
- 2011 National Geographic Secrets of Wild India[6]
- 2012 BBC, Life Story, televizní seriál
- 2014 BBC, Wonders of the Monsoon[7]
- 2015 BBC India: Natures Wonderland[8]
- 2017 BBC, Big Cats[9]
- 2019 Wild Karnataka, film[10]

## Ocenění
- 2015 Sanctuary Asia – Wildlife photographer of the year[11]
- 2013 NHM photographer of the year – Biological Realms[12]
- 2015 Asferico international nature photography contest[13]
- 2015 Por el Planeta – Animal Behaviour, první místo[14]
- 2017 Carl Zeiss Wildlife Conservation award[15]

## Galerie

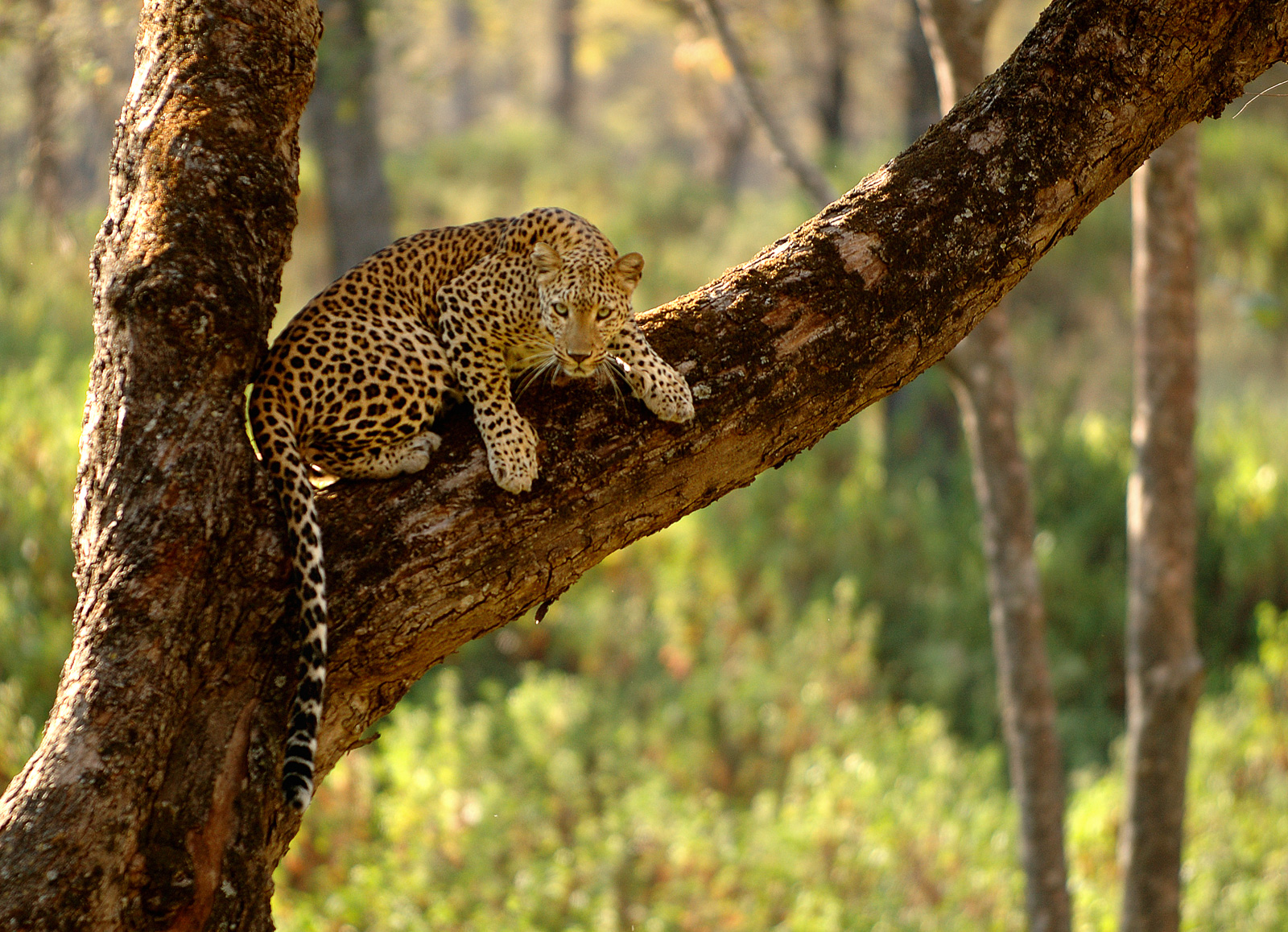
Levhart indický z Biligirirangana Hills, Karnataka
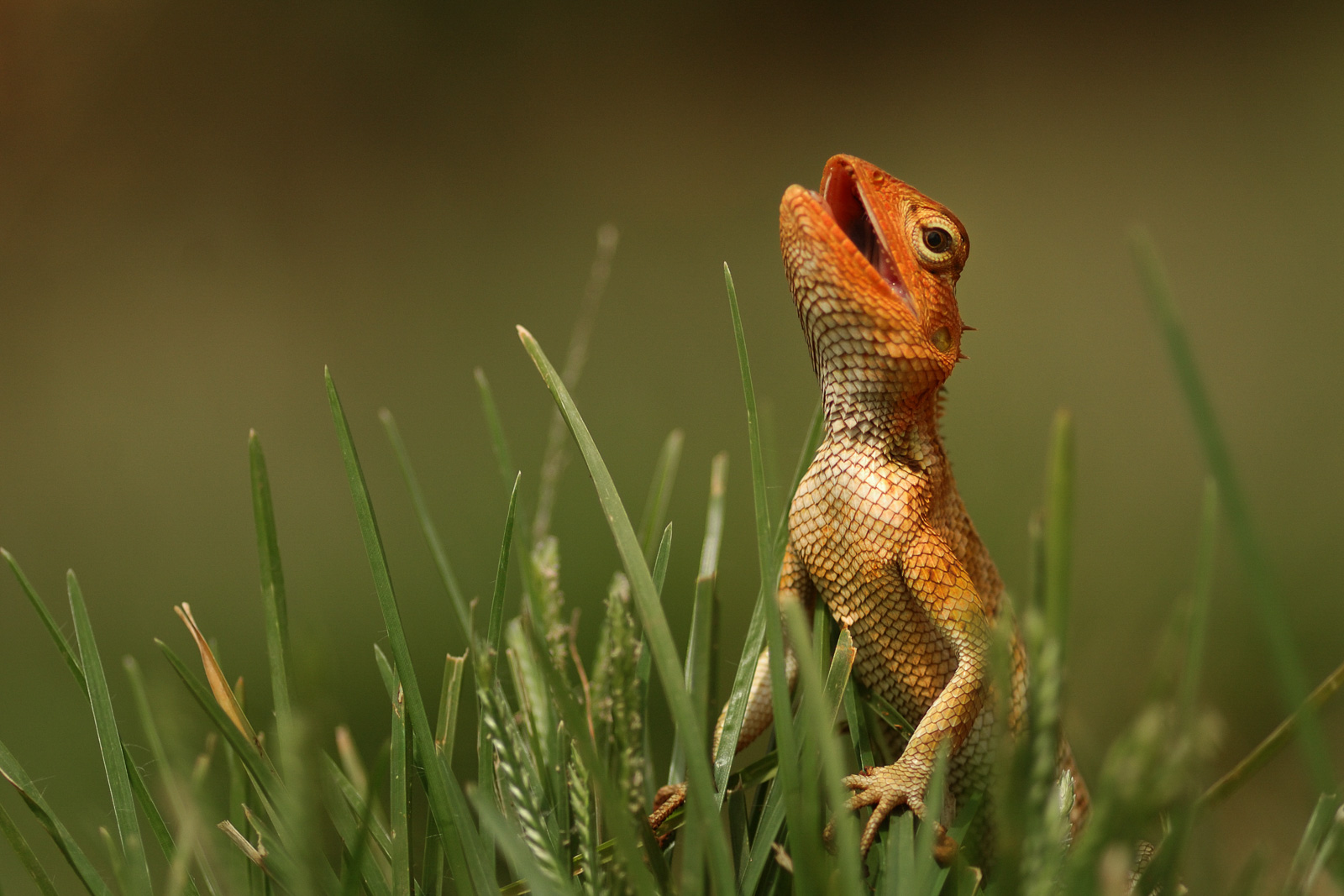
Výhrůžky ještěrky zahradní
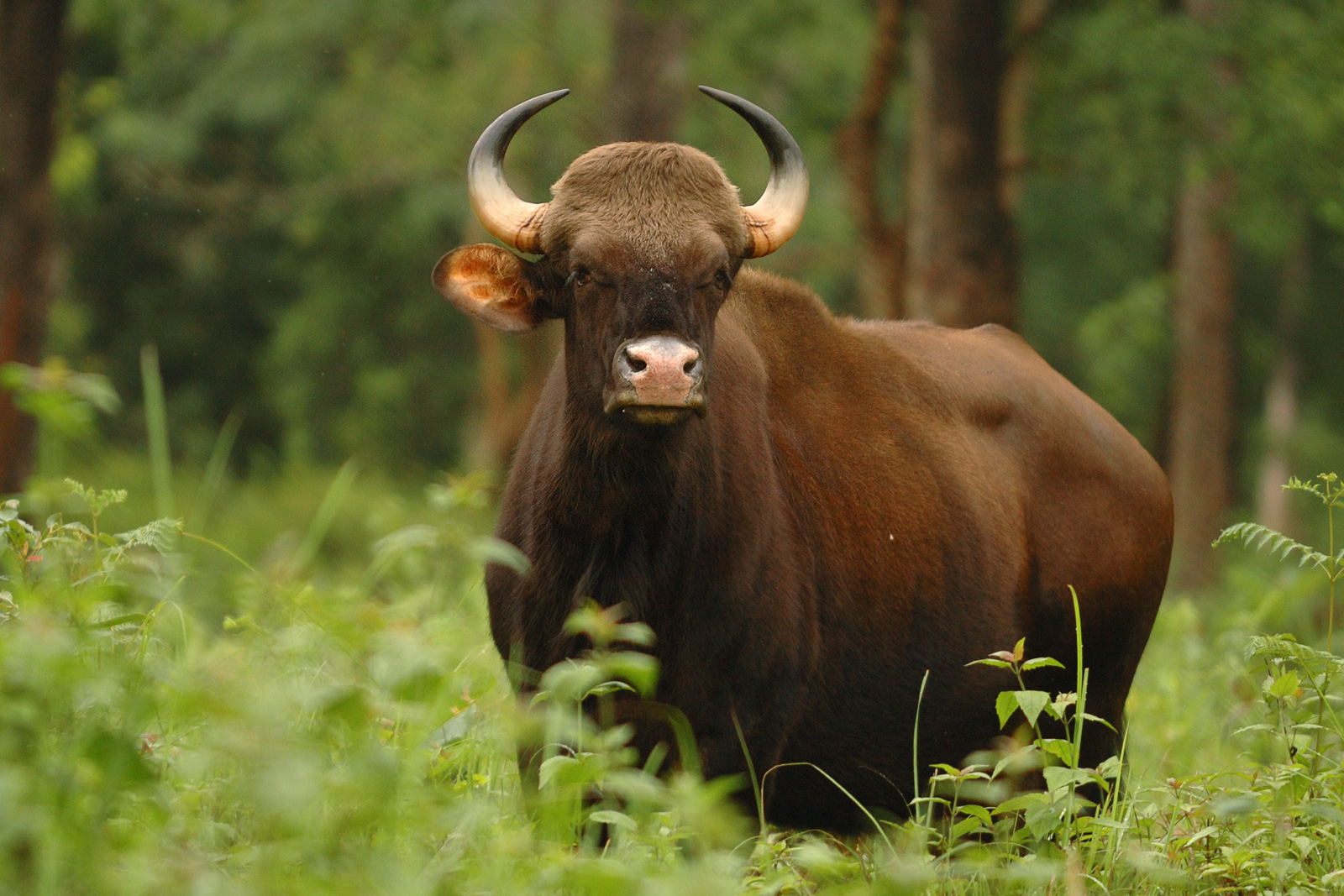
Samice gaura, nejmohutnější ze všech žijících turů
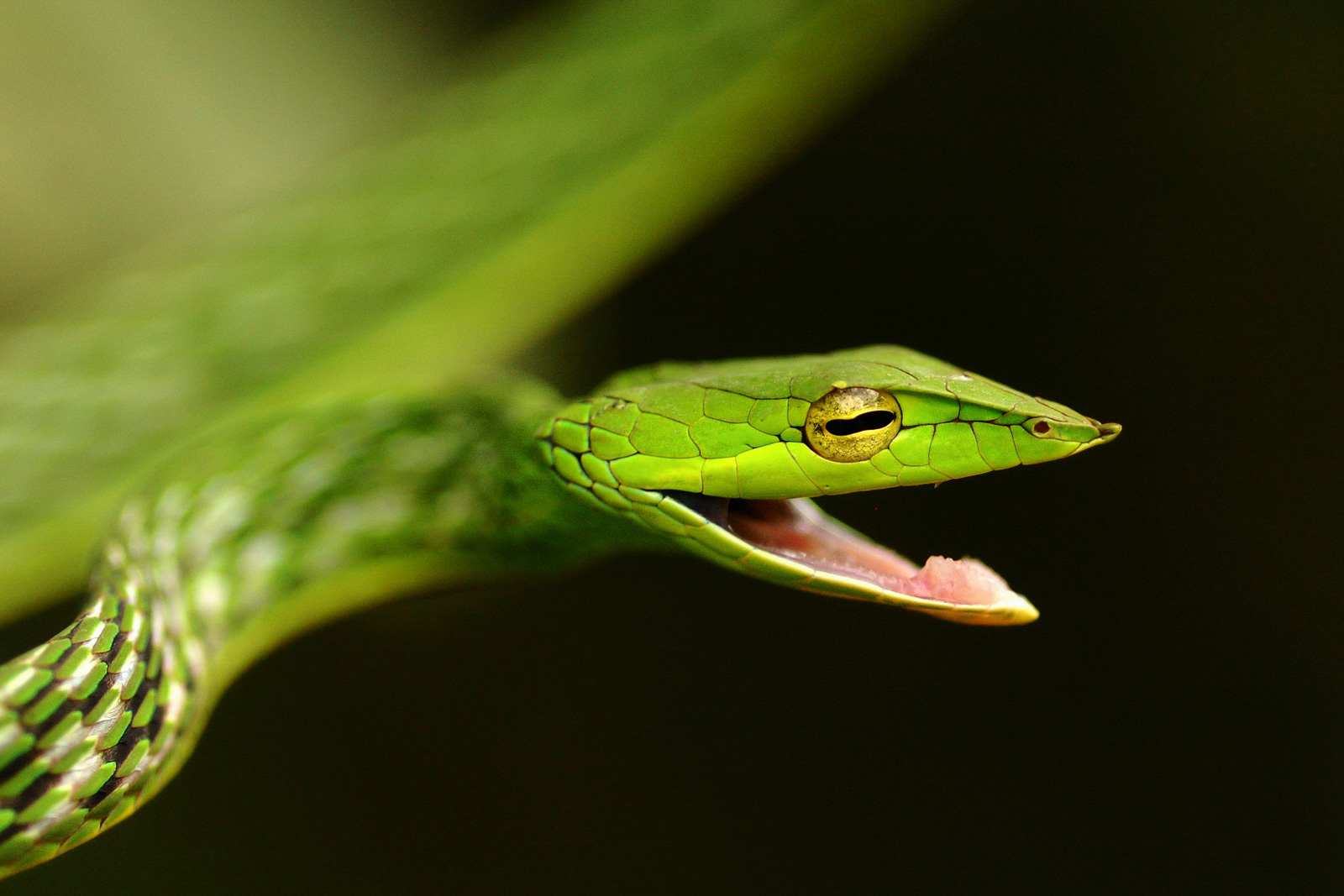
Bičovka nosatá
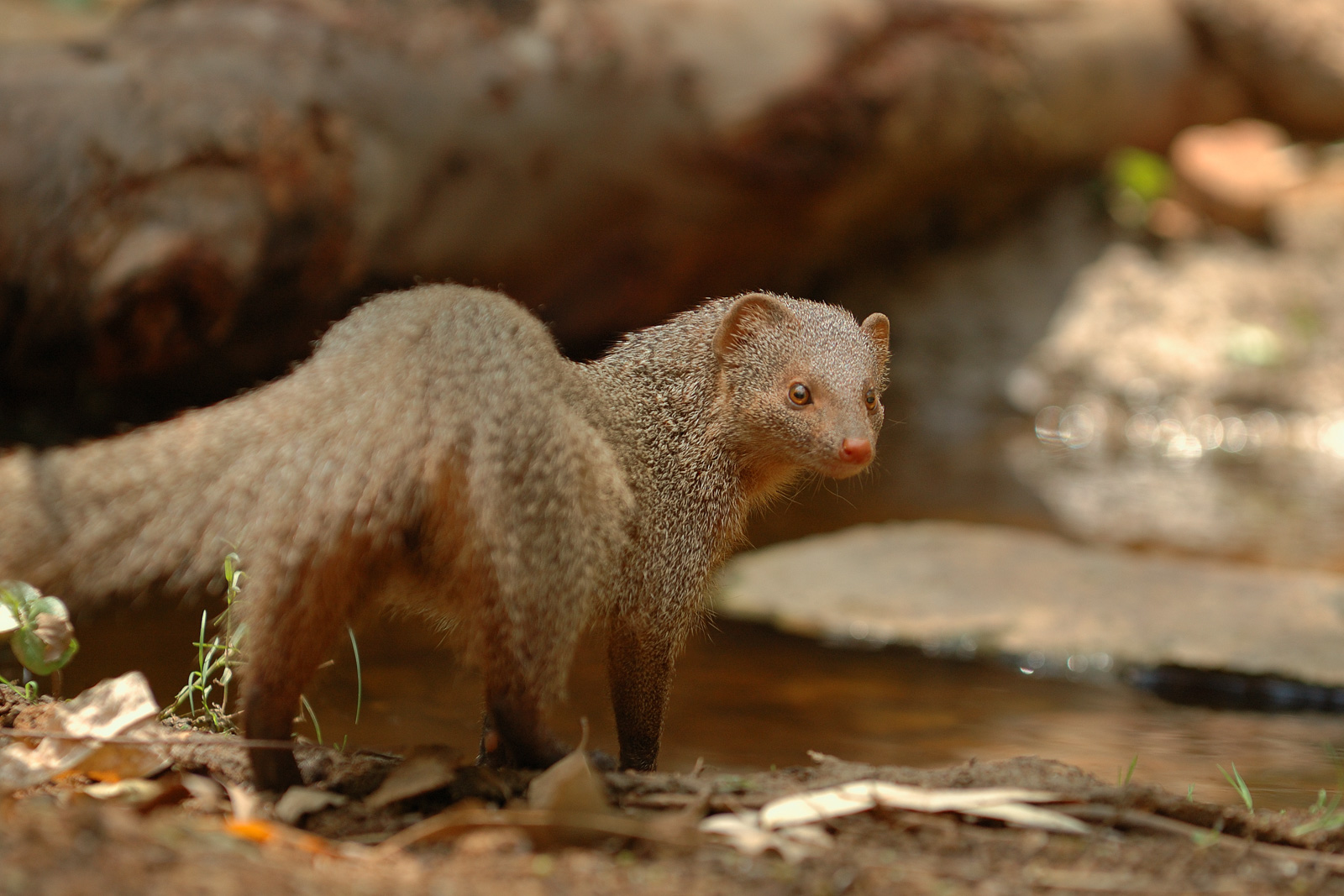
Promyka mungo, oportunistický lovec, živí se různými druhy jídla od ovoce až po malé savce, ptáky a bezobratlé. Je známá tím, že loví i velké a prudce jedovaté hady.
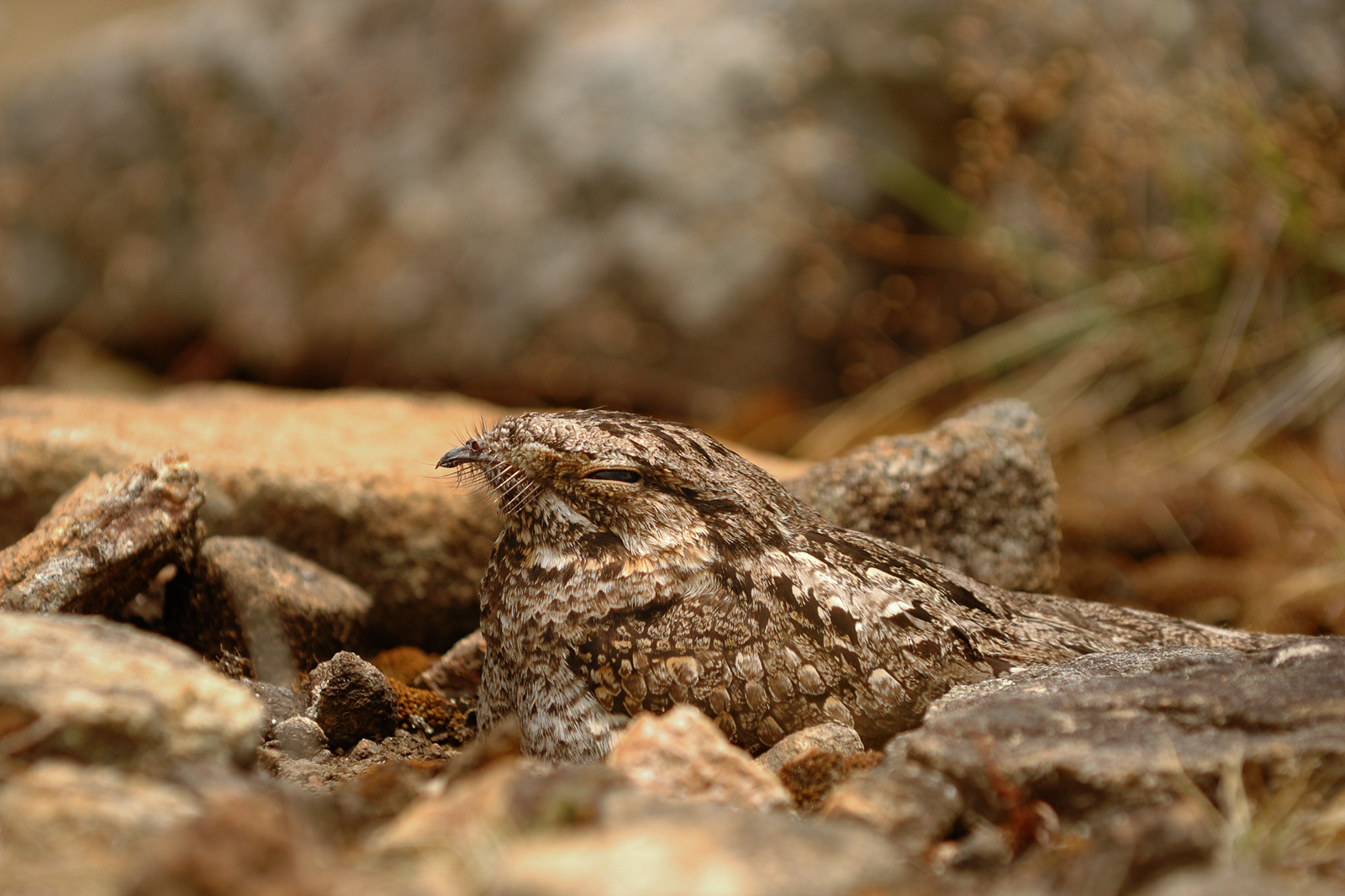
Je téměř nemožné spatřit lelka (Caprimulgus jotaka) během dne hnízdit na zemi, je velmi dobře maskovaný
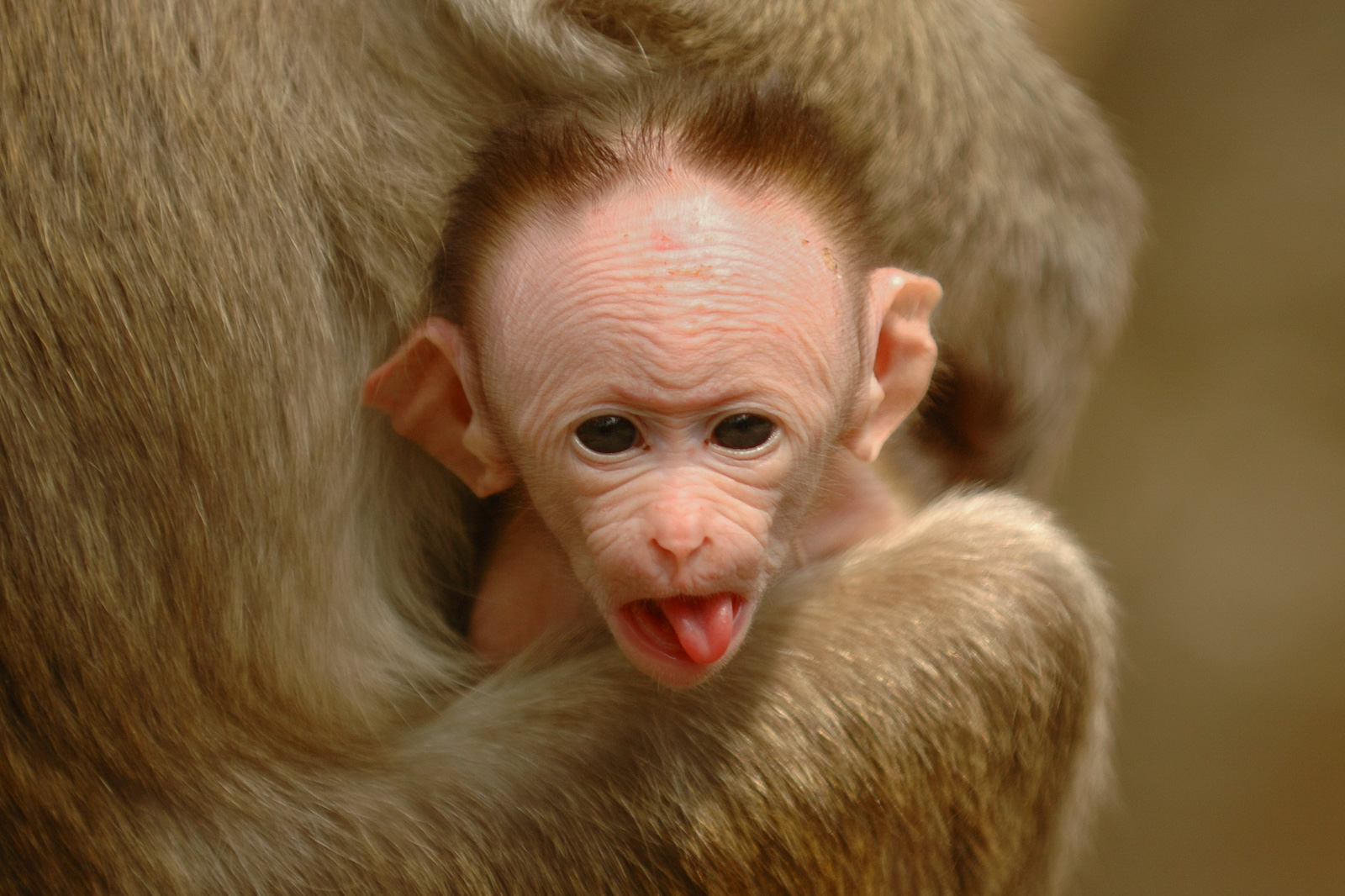
Mládě makaka kápového
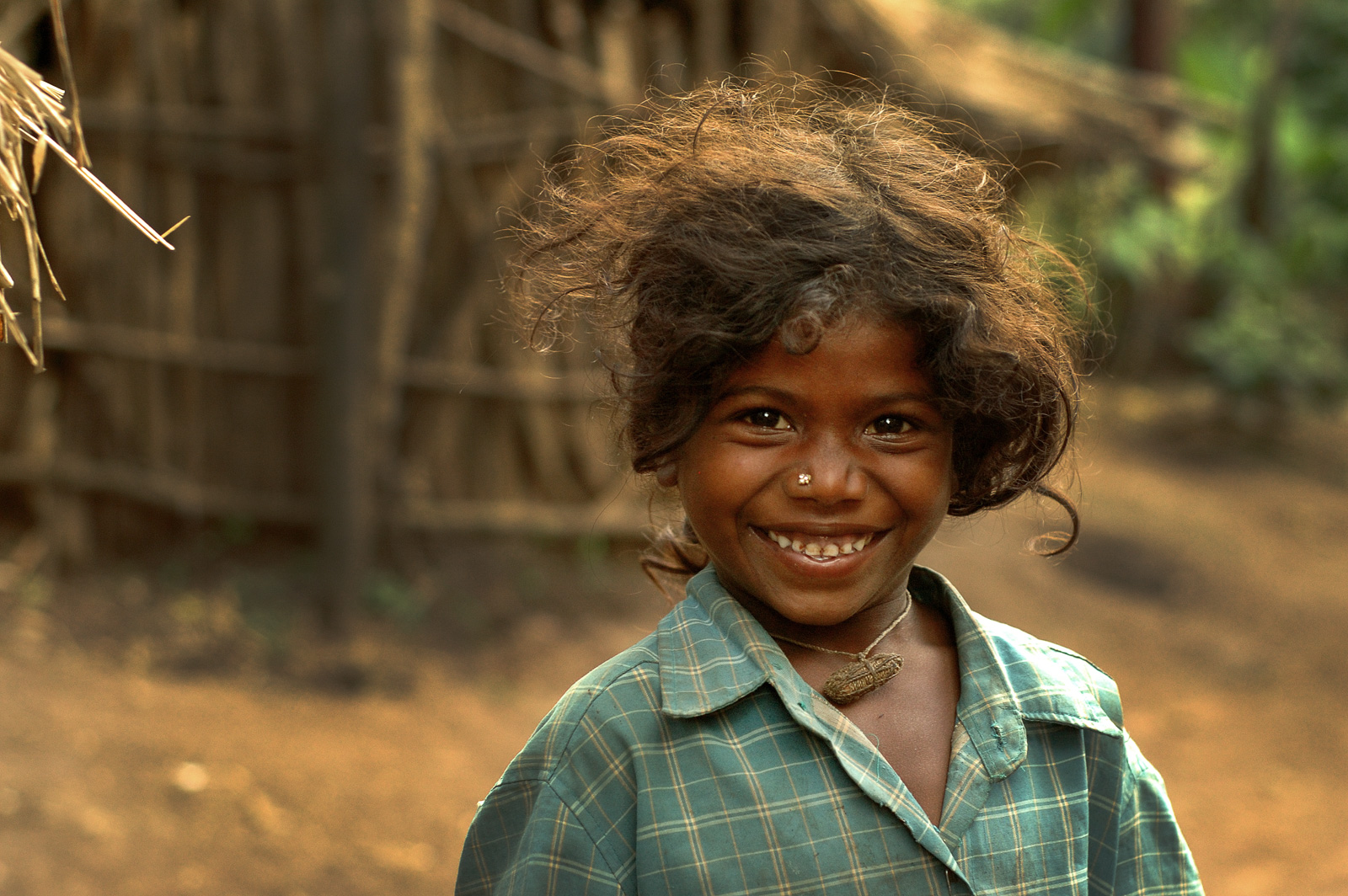
Dívka kmene Soliga, jednoho z nejstarších kmenů Indie, 2006
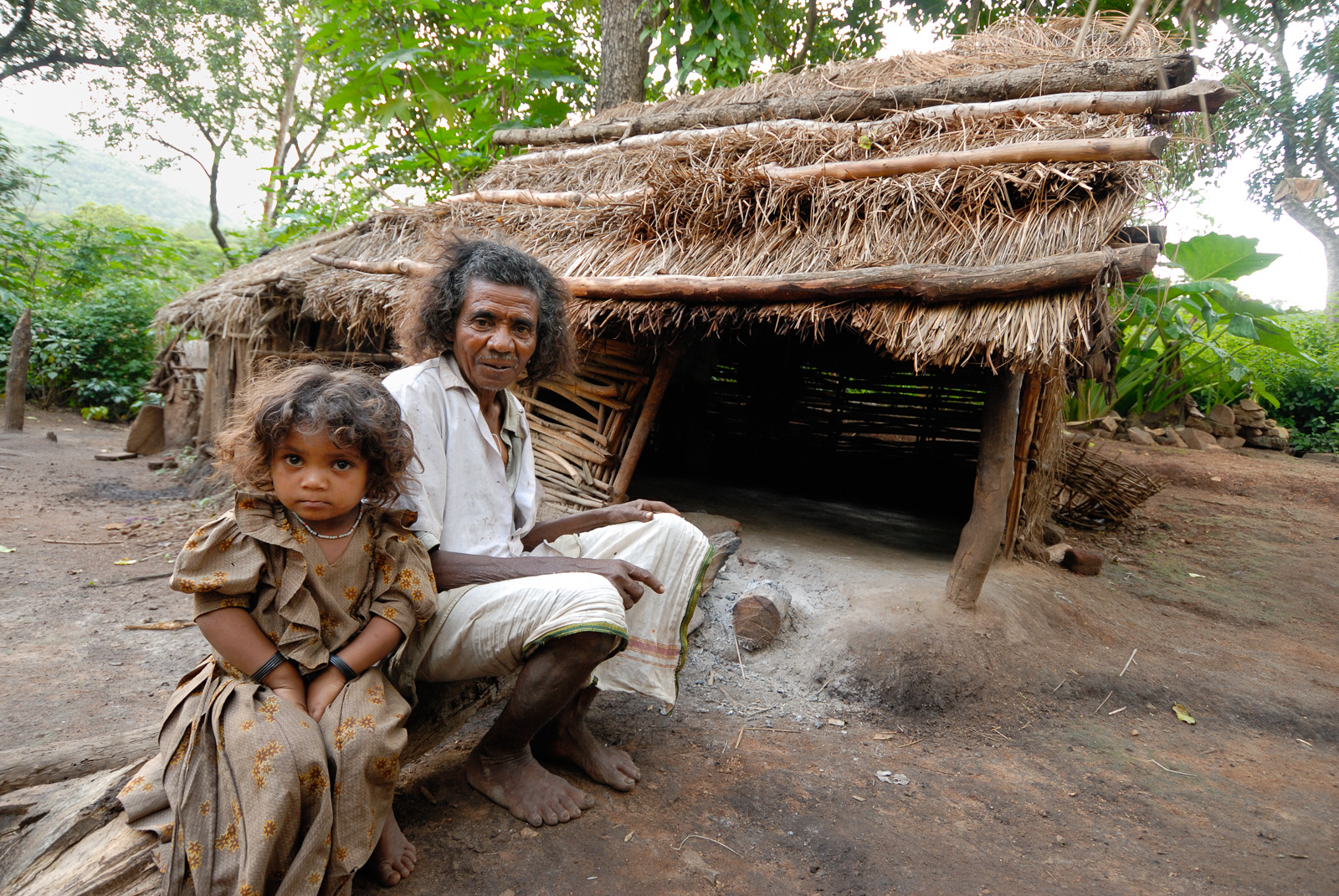
Tradičně domorodci kmene Soliga žili v malých chatách, však v poslední době se stěhují do domů z cihel, 2006
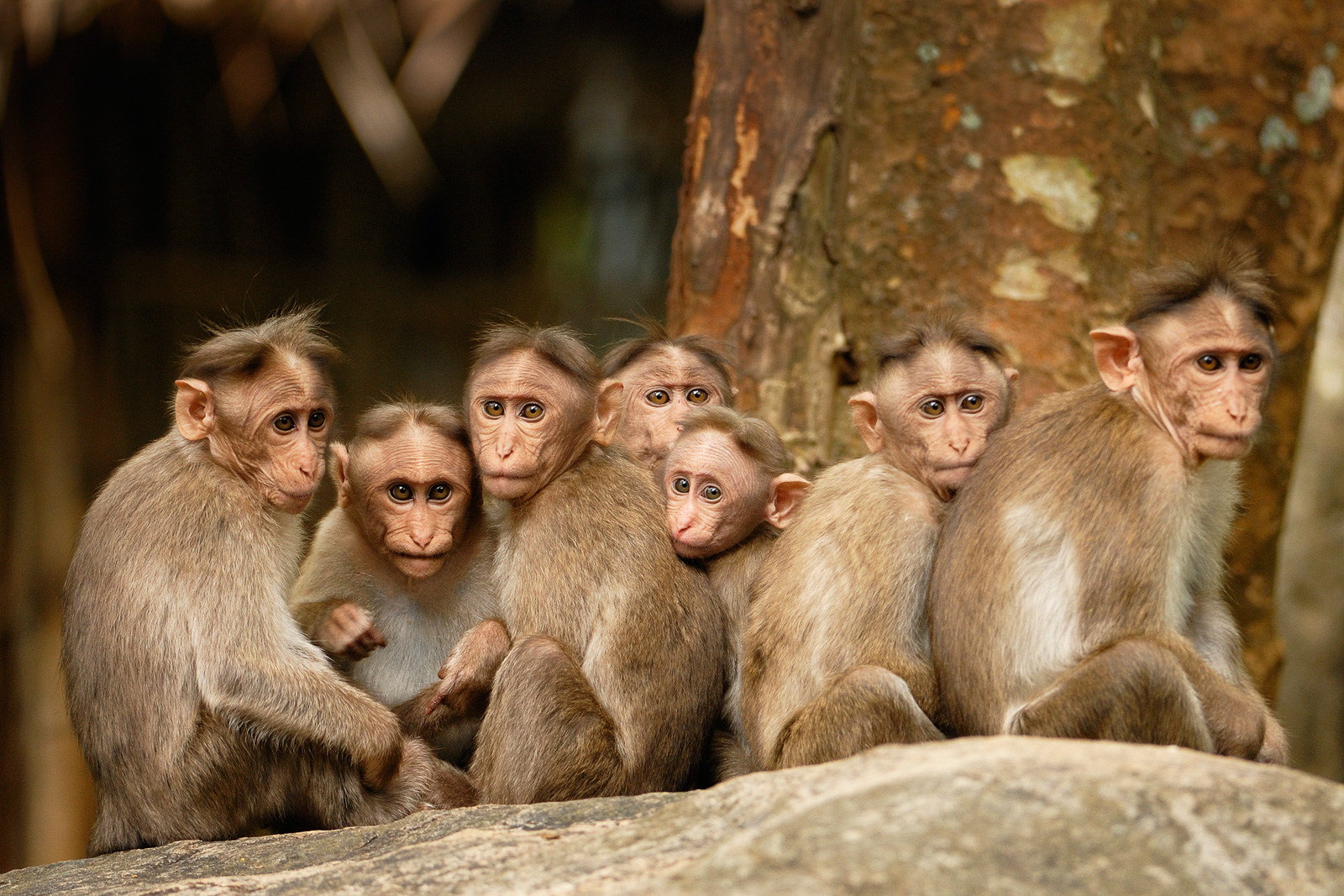
Kočkodani (macaca radiata), stejně jako většina primátů, jsou velmi společenská zvířata a tráví mnoho hodin péčí a interakcí s ostatními ve skupině
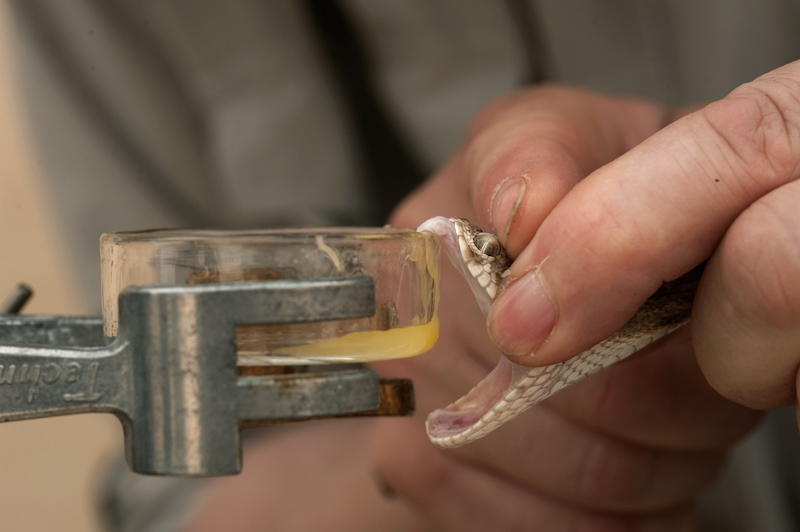
Extrakce jedu zmije v Rádžasthánu, 2010
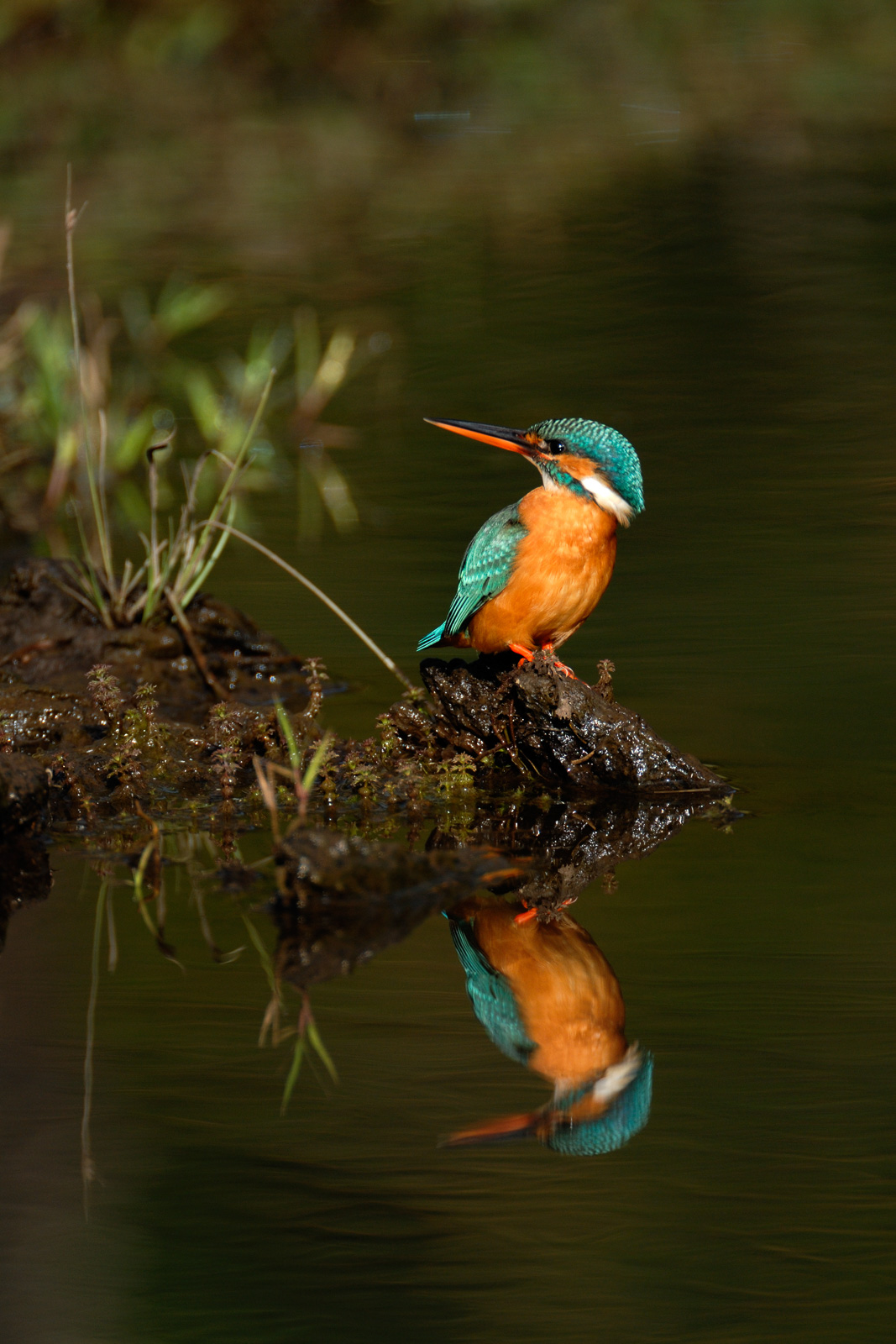
Ledňáček říční, 2006